# Ибрагимова (деревня)
Ибрагимова — деревня  в Кунашакском районе Челябинской области. Входит в состав Куяшского сельского поселения.

## География
Расположена в юго-западной части района, на берегу озера Суртаныш. Расстояние до районного центра, Кунашака, 29 км.

## История
По преданию, деревня основана в 1770-х гг., названа именем одного из самых богатых жителей Ибрагима

## Население
| 2002 | 2010 |
| ---- | ---- |
| 321  | ↘223 |

(в 1970 — 438, в 1983 — 333, в 1995 — 373)

## Улицы
- Береговая улица
- Ключевая улица
- Улица Салавата Юлаева
- Школьная улица
- Молодежная улица